# 博卡薩王朝
博卡萨王朝是前中非帝国王朝。它的创始人博卡萨一世从1976年12月4日到 1979年9月21日在中非帝国自封为皇帝，直到他被推翻。他的头衔在国际社会中几乎没有得到承认。

## 建立和統治歷史
博卡薩王朝的成立始於1972年3月，當時讓-貝德爾·博卡薩宣布自己為中非共和國元帥和終身總統。往後幾年，公眾對博卡薩的異議不斷增長。博卡薩在1974年12月的未遂政變中倖存下來，並在1976年2月險些被暗殺。在此期間，國際支持力道也在減弱，因此作為回應，博卡薩解散了共和政府並建立了中非革命黨理事會於1976年9月。
1976年12月4日，博卡薩制定了一部新憲法，自封為中非帝國皇帝，他的兒子讓-貝德爾·博卡薩二世被宣佈為王儲和王位繼承人。皇帝的第六任妻子——博卡薩儘管皈依了天主教，但仍維持著一個由19名女性組成的後宮。他的妻子凱瑟琳·登吉亞德（Catherine Denguiadé）成為中非皇后。
1979年，大衛·達科繼任中非共和國總統後，統治者與博卡薩一世皇帝一起被罷免。博卡薩繼續認為自己是流亡中的國家元首，博卡薩二世則是中非皇位的現任覬覦者和現任皇室領袖。
皇帝博卡薩因謀殺缺席被判處死刑。他後來在他的祖國服刑，被赦免並於1996年死於自然原因。
美國和任何歐洲國家都不承認或支持博卡薩新建立的君主制，僅有法國例外。法國總統瓦莱里·吉斯卡尔·德斯坦與博卡薩關係密切。到1979年，法國也撤回了支持。教皇保祿六世更拒絕參加博卡薩的加冕典禮。

## 祖先
已知最遙遠的皇室祖先是Dobogon Gbo Hosegoton Bokassa，他可能生活在17世紀。博卡薩皇帝本人是Mindogon Mbougdoulou的兒子，Mindogon Mbougdoulou是一位部落貴族，統治著他們的出生地，並與Marie Yokowo結婚。博卡薩的的祖父Mbalanga除了他父親以外，總共有31個兒子。

## 後裔
博卡薩一世與他的19個妻子育有40個孩子。其中包括：
- Georges Bokassa，1949年12月24日生。他是Romuald Bokassa和Estelle-Marguerite Bokassa的父親。
- Martine Bokassa，1953年2月2日生。她本人是六個孩子的母親，其中包括Jean-Barthélémy Dédéavode-Bokassa和Marie Catherine Yokowo Dédéavode-Bokassa。
- 讓·查爾斯·博卡薩
- 圣西爾·博卡薩
- 妮可·博卡薩
- 瑪麗·愛麗絲·博卡薩
- 圣西爾·維斯特·博卡薩
- 讓·帕菲·博卡薩
- 瑪麗·安熱·博卡薩
- 讓-勒格蘭·博卡薩
- 查理曼·博卡薩
- 讓-塞爾日·博卡薩[3]
- 讓-貝德爾·博卡薩二世，繼承人[3]
- Kiki Bokassa , 一位藝術家
- 露西安·博卡薩-巴比爾-穆勒
- 瑪格麗特·博卡薩

博卡薩還收養了幾個孩子，其中三個是非洲人。然而，其中一位出生在越南的Martine Nguyễn Thị Bái被收養後成為Martine Bokassa。

## 其他擁有皇室頭銜的親戚
- 凱瑟琳·巴加拉馬，博卡薩一世的妹妹
- Constantin Mbalanga，博卡薩一世的表弟
- Elisabeth Kpomanzia，博卡薩一世的姨媽